# شیپکا

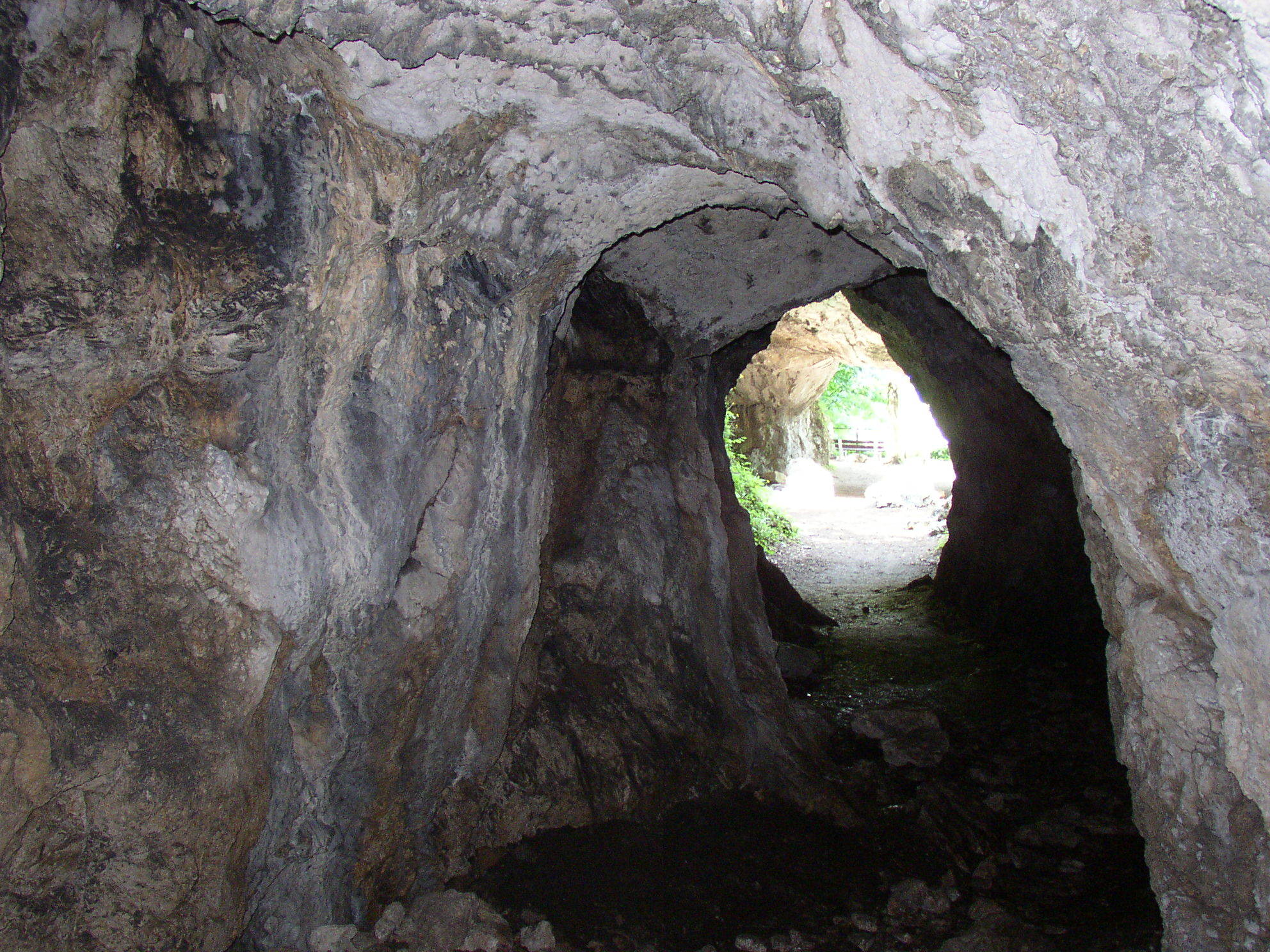
نمای درونی غار

شیپکا (چکی: Šipka) یک غار است که در نزدیکی اشترامبرک، استان موراوی-سیلزی، جمهوری چک و در ارتفاع ۴۴۰ متری بالاتر از سطح دریای آزاد قرار دارد. در سال ۱۸۸۰، یک فک پایین متعلق به یک کودک نئاندرتال در این مکان کشف شد. سن این کودک بین ۹ تا ۱۰ سال تخمین زده شده است.
کارهای باستان‌شناسی در غار شیپکا از سال ۱۸۷۹ تا ۱۸۹۳ توسط کارل یاروسلاو ماشکا انجام شد. این غار احتمالاً به‌طور متناوب محل سکونت نئاندرتال‌ها و خرس‌های غارنشین بوده است. در این محوطه، ابزارهای موستری و آثاری از اجاق نیز کشف شده‌اند. این نخستین باری بود که بقایای نئاندرتال‌ها در یک بستر فرهنگی کشف می‌شد.